# 山正
株式会社山正（やましょう）は、滋賀県長浜市にあるもぐさの製造・販売をおこなう企業。もぐさの山正と呼ばれている。

## 沿革
- 1895年 - 押谷小助商店創業
- 1983年 - 株式会社山正設立

## 販売
もぐさの最高級品とされる伊吹もぐさの製造・販売を行っている。きゅう師から高い評価を受けており、鍼灸院向けの販売が主体である。

## 関連会社
- 東京山正
- 長安山正艾絨中薬加工厰